# Episodi di Custer
La prima e unica stagione della serie televisiva Custer è andata in onda negli Stati Uniti dal 6 settembre 1967 al 27 dicembre 1967 sulla ABC.
| nº | Titolo originale    | Prima TV USA      | Titolo italiano | Prima TV Italia |
| -- | ------------------- | ----------------- | --------------- | --------------- |
| 1  | Sabers in the Sun   | 6 settembre 1967  |                 |                 |
| 2  | Accused             | 13 settembre 1967 |                 |                 |
| 3  | Glory Rider         | 20 settembre 1967 |                 |                 |
| 4  | To the Death        | 27 settembre 1967 |                 |                 |
| 5  | Massacre            | 4 ottobre 1967    |                 |                 |
| 6  | War Lance and Saber | 11 ottobre 1967   |                 |                 |
| 7  | Suspicion           | 18 ottobre 1967   |                 |                 |
| 8  | Breakout            | 1º novembre 1967  |                 |                 |
| 9  | Desperate Mission   | 8 novembre 1967   |                 |                 |
| 10 | Under Fire          | 15 novembre 1967  |                 |                 |
| 11 | Death Hunt          | 22 novembre 1967  |                 |                 |
| 12 | Blazing Arrows      | 29 novembre 1967  |                 |                 |
| 13 | Dangerous Prey      | 6 dicembre 1967   |                 |                 |
| 14 | Spirit Woman        | 13 dicembre 1967  |                 |                 |
| 15 | The Gauntlet        | 20 dicembre 1967  |                 |                 |
| 16 | The Raiders         | 27 dicembre 1967  |                 |                 |
| 17 | Pursued             | non trasmesso     |                 |                 |

## Sabers in the Sun
- Prima televisiva: 6 settembre 1967
- Diretto da: Sam Wanamaker
- Scritto da: Samuel A. Peeples

### Trama
- Guest star: Mary Ann Mobley (Ann Landry), William Mims (Ezra Tyman), Rodolfo Acosta (Satanta)

## Accused
- Prima televisiva: 13 settembre 1967
- Diretto da: Lawrence Dobkin
- Scritto da: Al C. Ward

### Trama
- Guest star: Jack Hogan (sergente Mason), James Daly (John Rudford), Chris Robinson (tenente Tim Rudford)

## Glory Rider
- Prima televisiva: 20 settembre 1967
- Diretto da: Lawrence Dobkin
- Scritto da: Jack Turley

### Trama
- Guest star: Ralph Meeker (Kermit Teller)

## To the Death
- Prima televisiva: 27 settembre 1967
- Diretto da: Herschel Daugherty
- Scritto da: Samuel A. Peeples

### Trama
- Guest star: Richard O'Brien (Jocko Maloney), Pamelyn Ferdin (Irena Maloney), Art Lund (sergente John Tuvey), Morgan Jones (tenente), Hick Hills (soldato di cavalleria Rio), George Sawaya (Lu-kah), Larry Pennell (Yellow Hawk)

## Massacre
- Prima televisiva: 4 ottobre 1967
- Diretto da: Herschel Daugherty
- Scritto da: Dan Mainwaring

### Trama
- Guest star: Jan Arvan (Jake Halsey), Arthur Franz (Grey Fox/Bledsoe), Philip Carey (Benton Conant)

## War Lance and Saber
- Prima televisiva: 11 ottobre 1967
- Diretto da: Norman Foster
- Scritto da: Shimon Wincelberg

### Trama
- Guest star: James Craig, R. G. Armstrong, Bob Beck

## Suspicion
- Prima televisiva: 18 ottobre 1967
- Diretto da: Alex March
- Scritto da: John Dunkel

### Trama
- Guest star: Robert Loggia (tenente Carlos Moreno), Paul Petersen (tenente Grule), Pierre Jalbert (Auguste)

## Breakout
- Prima televisiva: 1º novembre 1967
- Diretto da: László Benedek
- Scritto da: Shimon Wincelberg

### Trama
- Guest star: Kathleen Nolan (Nora Moffett), Burr deBenning (Uvalde), Gene Evans (Dedricks), Ray Walston (Ned Quimbo)

## Desperate Mission
- Prima televisiva: 8 novembre 1967
- Diretto da: László Benedek
- Scritto da: Warren Douglas

### Trama
- Guest star: Darren McGavin (Jeb Powell), Lloyd Bochner (James Stanhope), Billy Gray (Billy Nixon), Charles Dierkop (Matt Ryker)

## Under Fire
- Prima televisiva: 15 novembre 1967
- Diretto da: Lawrence Dobkin
- Scritto da: Samuel A. Peeples, Arthur Browne, Jr.

### Trama
- Guest star: John Nealson (soldato di cavalleria Trimble), John Cliff (Charlie Miller), James McCallion (Jason Talbert), William Windom (Samson)

## Death Hunt
- Prima televisiva: 22 novembre 1967
- Diretto da: Leo Penn
- Scritto da: Richard H. Bartlett, Steve McNeil

### Trama
- Guest star: Patricia Harty (Mrs. Peverley), William Smith (Tall Knife), Barbara Hale (Melinda Terry)

## Blazing Arrows
- Prima televisiva: 29 novembre 1967
- Diretto da: Christian Nyby
- Scritto da: Wanda Duncan, Robert Duncan

### Trama
- Guest star: Rodd Redwing (Brave Dog), Hal Lynch (capitano Hagen), Adam Williams (sergente Carhew), Stacy Harris (John Glixton), Rory Calhoun (Zebediah Jackson)

## Dangerous Prey
- Prima televisiva: 6 dicembre 1967
- Diretto da: Leo Penn
- Scritto da: Richard Sale

### Trama
- Guest star: Albert Salmi (colonnello Charrington), Robert Doyle (tenente Lamey), Donnelly Rhodes (War Cloud)

## Spirit Woman
- Prima televisiva: 13 dicembre 1967
- Diretto da: László Benedek
- Scritto da: William Blinn

### Trama
- Guest star: Eugène Martin (giovane sioux), Chick Casey (Ira), James Whitmore (Eldo), Read Morgan (uomo di medicina), Christopher Milo (guerriero sioux), Agnes Moorehead (Watoma)

## The Gauntlet
- Prima televisiva: 20 dicembre 1967
- Diretto da: Don Richardson
- Scritto da: Shimon Wincelberg

### Trama
- Guest star: Edward Mulhare (Sean Redmond), Barbara Rush (Brigid O'Rourke), Dennis Patrick (Fian MacDarmuld), Brett Pearson (Deavy)

## The Raiders
- Prima televisiva: 27 dicembre 1967
- Diretto da: Norman Foster
- Scritto da: Shimon Wincelberg

### Trama
- Guest star: Henry Beckman (Claude Ostler), Jeff Scott (Blue Antelope), Peter Adams (maggiore Benteen), Yvonne DeCarlo (Vanessa Ravenhill)

## Pursued
- Prima televisiva: non trasmesso
- Diretto da: Leo Penn
- Scritto da: John Dunkel

### Trama
- Guest star: Hank Patterson (cacciatore), Earl Holliman (Dan Samuels), Pilar Seurat (donna di Red Moon), Dub Taylor (commerciante), Felice Orlandi (Roan Horse)